# Inger Wallentinus
Inger Christina Wallentinus, född 4 december 1942 i Stockholm, är en svensk botaniker och professor emerita vid Göteborgs universitet.
Wallentinus blev filosofie magister 1965 i Stockholm, filosofie doktor 1979 och docent i ekologisk botanik vid Stockholms universitet 1981. Från 1965 till 1974 var hon första amanuens och assistent vid botaniska institutionen vid Stockholms universitet och från 1974 till 1984 forskningsassistent och forskare vid Askölaboratoriet. År 1984 utsågs hon till professor i marin botanik vid Göteborgs universitet. Hon blev ledamot av Kungl. Vetenskaps- och Vitterhets-Samhället i Göteborg 1992.
Inger Wallentinus var åren 1965–1975 gift med högskolelektor Hans-Georg Wallentinus, född 1940.